# Аравийская экспедиция Элия Галла
Аравийская экспедиция 26—25 годов до н. э. — неудачная попытка римлян под началом Гая Элия Галла захватить Южную Аравию.

## Подготовка экспедиции
Установленный Августом в 27 году до н. э. режим личной власти нуждался в громких военных победах для своей легитимации. В том же году в Египет в качестве префекта был направлен Элий Галл, имевший приказ императора завоевать Счастливую Аравию (Сабейское царство) и Эфиопию (Мероитское царство), страны, обладавшие, по мнению римлян, несметными богатствами. По слухам, арабы Йемена «обменивали свои благовония и драгоценнейшие камни на серебро и золото, но сами никогда ничего не тратили из полученного в обмен».
Поскольку направить войска из Сирии было нельзя, из-за опасности войны с парфянами, в экспедицию, по-видимому, были посланы части расквартированных в Египте III и XXII легионов — около 10 тысяч человек. К ним присоединились 500 иудейских лучников, посланных царём Иродом, а также 1000 набатеев во главе с Силлаем, «братом» набатейского царя Ободата, ставшим проводником экспедиции. В гавани Клеопатриды (близ нынешнего Суэца), около древнего канала, соединявшего Нил с Красным морем, началось строительство флотилии, причём сначала Элий Галл построил 80 военных кораблей, несмотря на то, что никакой морской войны не предвиделось. Затем соорудили 130 транспортов, на которых армия отправилась в Аравию.

## Экспедиция
На 15-й день пути, потеряв много кораблей, некоторые вместе с экипажами, Элий Галл высадился в набатейской гавани Левке Коме, недалеко от входа в Акабский залив. Страбон объясняет эту странную морскую переправу тем, что Силлай намеренно дезинформировал римлян, заявив, что сухого пути из Петры в Левке Коме нет, хотя между этими пунктами действовал оживлённый караванный маршрут. Ко времени высадки войско Элия Галла уже страдало от цинги и слабости в ногах, поэтому ему пришлось провести остаток лета и зиму в Левке Коме, в ожидании выздоровления больных. Выступив весной 25 до н. э., он через 30 дней пути по безводной пустыне прибыл во владения Ареты, родственника царя Ободата. Ещё 50 дней занял путь через землю кочевников, называемую Арареной, после чего войско вступило в плодородные земли Йемена и подступило к городу Неграну (Наджран) на границе Сабейского царства. Правитель этого места бежал, и римляне взяли город приступом.
Через 6 дней пути римляне подошли к реке, на которой состоялось сражение с арабами, причём, по словам Страбона, варвары, совершенно не умевшие обращаться с оружием (большинство было вооружено двойными топорами), потеряли 10 тысяч человек, а римляне всего двоих. Затем были взяты города Аска и Афрулы, после чего войско подошло к Марсиабе (Мариб), городу племени рамманитов. Галл 6 дней осаждал город, но был вынужден отступить из-за недостатка воды. По словам пленных, римляне находились всего в двух днях пути от страны благовоний, но войско, шесть месяцев шедшее по пустыням и страдавшее от эпидемии, не имело сил двигаться дальше.
На обратный путь к землям набатеев Галл затратил всего 60 дней, выдержав по пути ещё один бой у Неграна. Достигнув прибрежного селения Эгра в Каменистой Аравии, он оттуда переправился морем за 11 дней в Миос-Гормос (Мышиную гавань) на египетском берегу, откуда на верблюдах добрался до Копта, а затем по Нилу прибыл в Александрию с оставшимися людьми. Страбон умалчивает о потерях, сообщая лишь, что в боях римляне потеряли всего 7 человек. Зато Дион Кассий пишет, что за время похода от голода, жажды и болезней погибла большая часть экспедиционного корпуса, и это объясняет, почему римляне отступили после первой же неудачи.
По словам Плиния Старшего, Элием Галлом были разрушены города и опустошены земли Неграна, Неструм, Неска, Магуз, Каминака, Леберия, Мариба, имевшая в окружности 6 тысяч шагов, и Каринета, самый дальний город, которого удалось достичь.

## Итоги и выводы
Экспедиция закончилась позорным провалом, и виновником неудачи был объявлен Силлей, которого обвинили в саботаже, отправили в Рим и там обезглавили за это и прочие приписанные ему преступления. Историки XIX—XX веков обоснованно сомневаются в степени его виновности, единодушно указывая на безобразную организацию похода. Римляне не провели разведку и даже не потрудились собрать сведения о стране, в которой намеревались воевать. В результате они не представляли себе ни размеров Аравии, ни особенностей театра военных действий, ни сложности навигации в Красном море, изобилующем рифами, мелями и сезонными ветрами. Странным выглядит не только выбор морской переправы, стоившей немалых затрат, так как лес для строительства кораблей пришлось везти в Египет из Азии, но и то, что флотилия направилась в Левке Коме, вместо того, чтобы идти в порт Береники, откуда можно было достичь побережья Йемена, не подвергаясь тяготам пути через пустыню. Если нежелание набатеев показывать римлянам путь через свою страну ещё можно списать на происки Силлея, то все остальные неприятности произошли по вине бездарного командующего.
Пренебрежение географией, авантюризм и твердая уверенность в том, что легионы преодолеют любые препятствия, сгубили не одну римскую экспедицию на Восток — достаточно вспомнить парфянские походы Красса и Марка Антония. И все же, явная неудача похода не помешала позднее Августу гордо заявить в Анкирской надписи, что его армия разгромила множество врагов и дошла до города Марибы в земле сабеев.

## Последующие планы
Спустя четверть века план завоевания Счастливой Аравии предложил римский военачальник Гай Юлий Цезарь Випсаниан. По его замыслу, после разгрома парфян и завоевания Месопотамии, римский флот должен был спуститься по Евфрату, выйти в Персидский залив, и путём, разведанным Неархом для Александра, достичь Йемена, обогнув Аравийский полуостров с востока. Ранняя смерть помешала осуществлению его планов. Теодор Моммзен, тем не менее, предположил на основании одного не совсем ясного фрагмента Перипла Эритрейского моря, что римская эскадра, либо при подготовке к этой экспедиции, либо уже при одном из преемников Августа, разрушила Адану (Аден), крупнейший перевалочный пункт арабско-индийской торговли